# Монастир Святого Пантелеймона (Нерезі)
Монастир Святого Пантелеймона в Нерезі — православний монастир з циклом середньовічних фресок XII ст. доби імператорів Комнінів у селі Горно Нерезі (нині поблизу Скоп'є).

## Історія
Головна церква монастиря Святого Пантелеймона побудована 1164 року за сприяння онука візантійського імператора Олексія Комніна — Олексія Янгола. Про це свідчить напис над входом до церкви. Церква монастиря висвячена на честь Святого Пантелеймона, покровителя лікарів і акушерок. Має церква і мощі св. Пантелеймона.
Втручання онука візантійського імператора не обмежилось будівництвом. Ймовірно, він також сприяв посиланню сюди невеличкої бригади столичних художників для створення фресок. Це досить розповсюджена практика для Візантії XI–XII століть, коли візантійських майстрів посилають чи запрошують для оздоб церков і соборів в різні землі — в Київську Русь, в Південну Італію, Венецію, на Балкани.

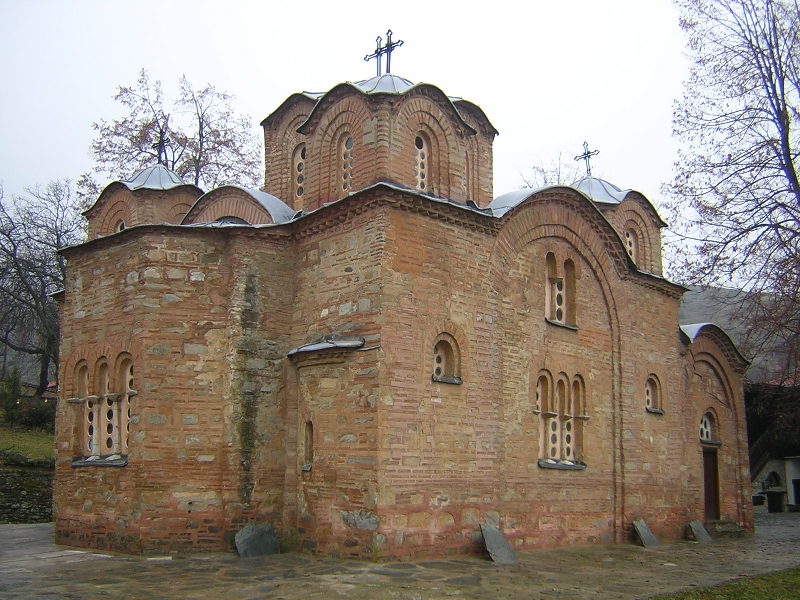
Східна частина церкви
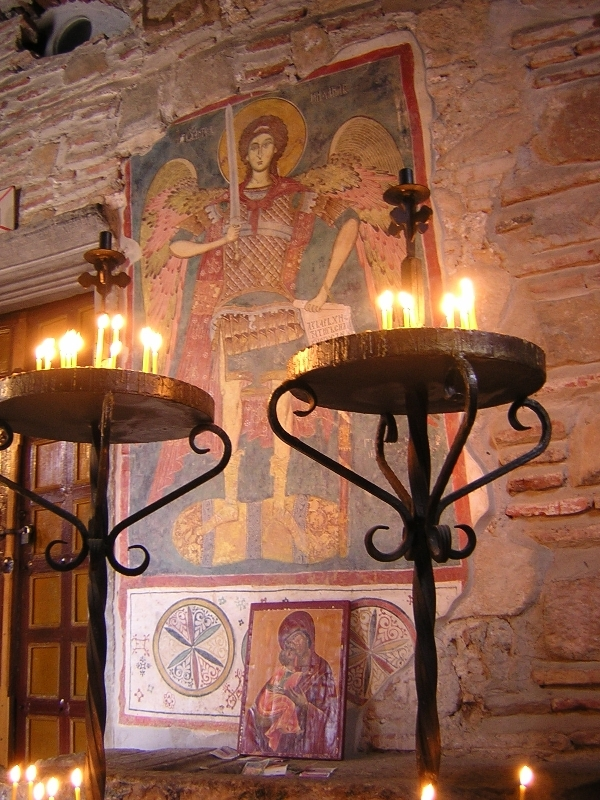
Залишки фрески з зображенням Архангела
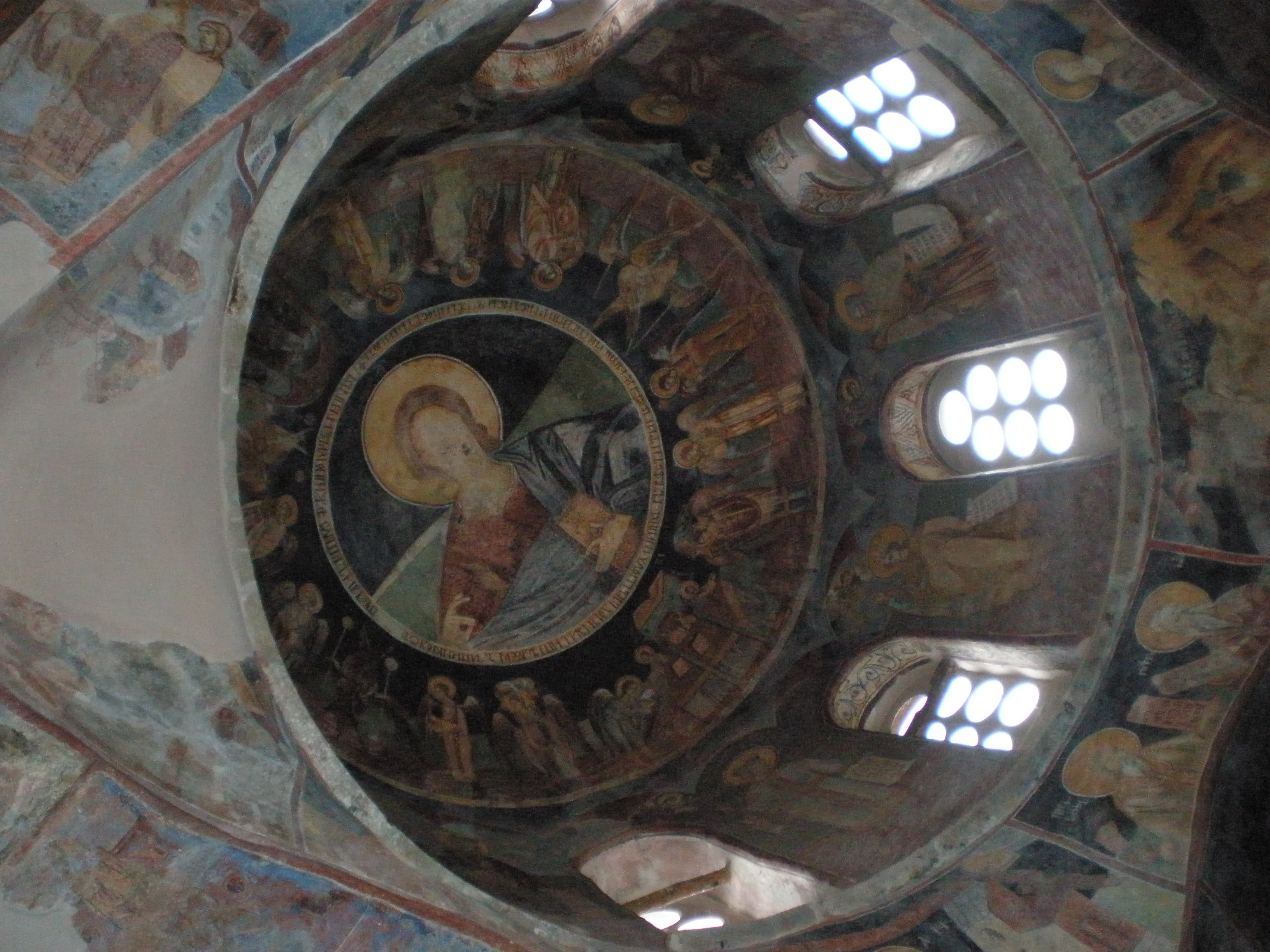
Центральна баня з залишками фресок

## Архітектура

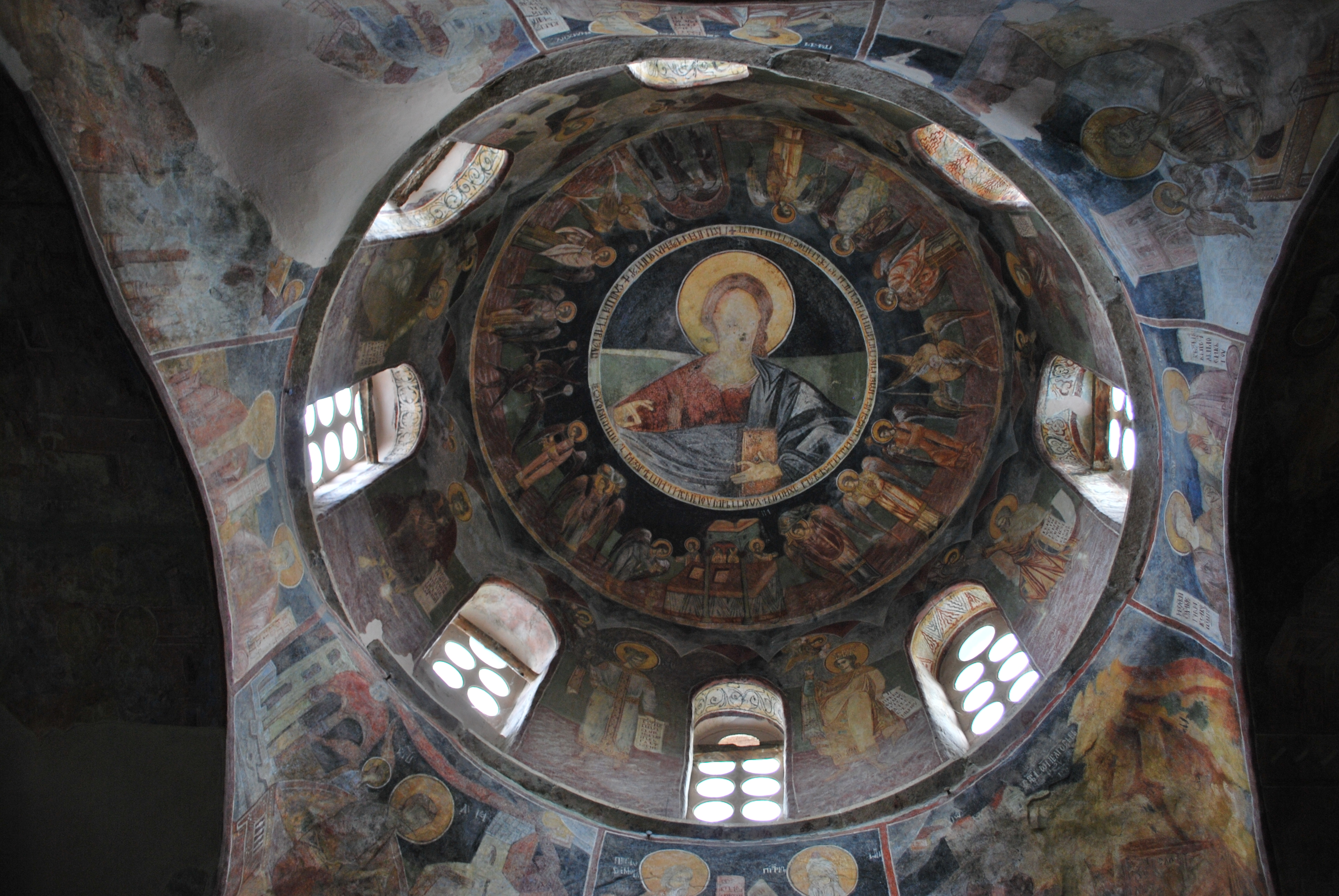
Підбанний простір в інтер'єрі

Головний храм монастиря висвятили на честь Св. Пантелеймона. Храм невеликий, центричний, хрещатий в плані, з п'ятьма банями (центральна найбільша і найвища за бічні) та трьома абсидами. Центральна абсида гранчаста і вища за малі бічні. Незначна видовженість храму обумовлена притворм-нартексом. Будівельним матеріалом був виламаний камінь охристого кольору, який чергували з цеглою та товстими шарами вапнякового розчину.

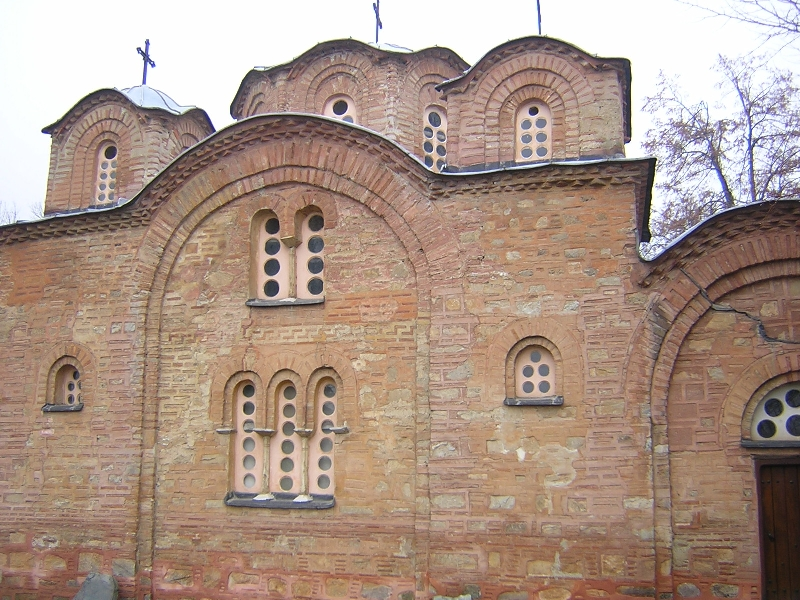
Північний фасад храму
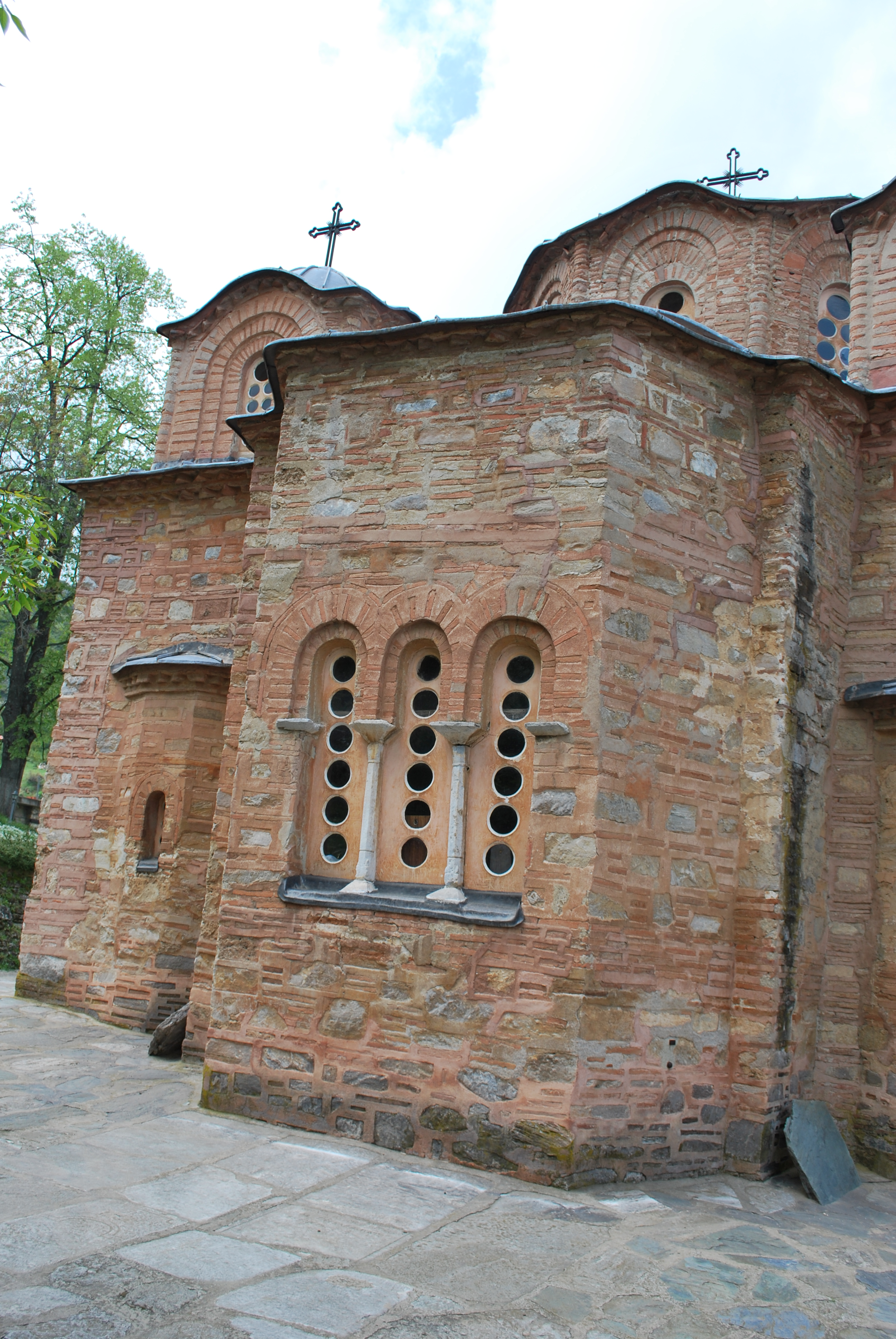
Центральна абсида
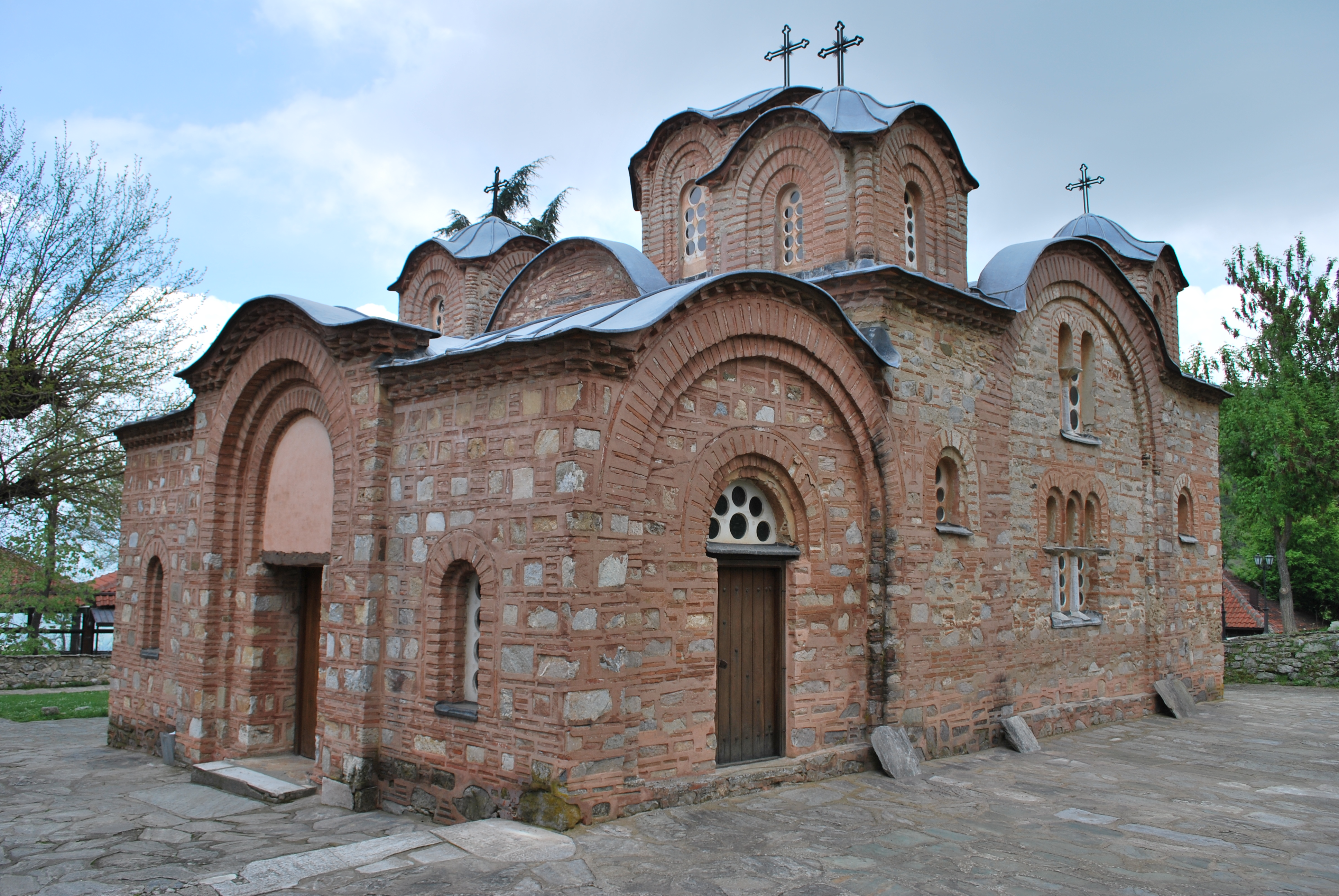
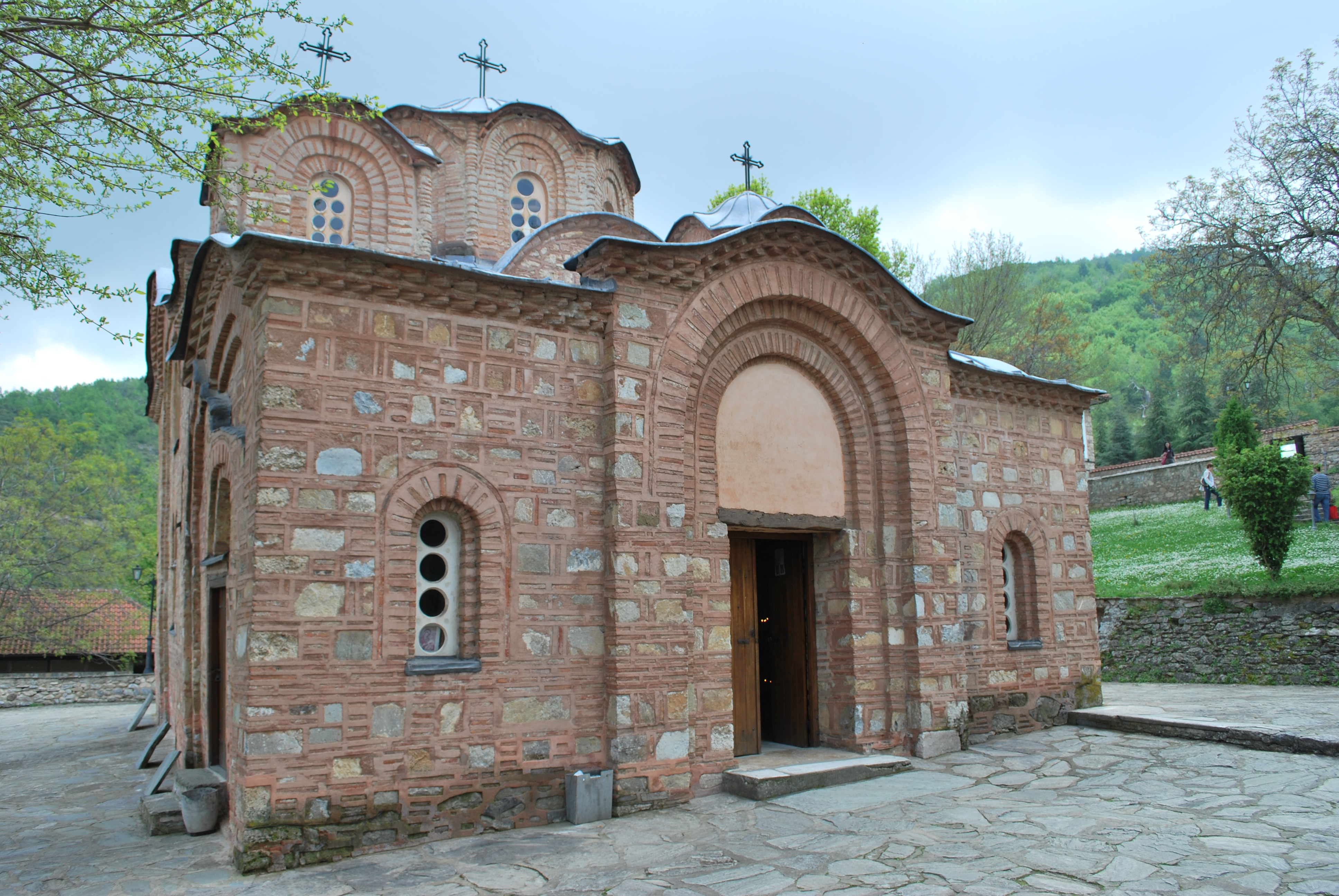
Західний фасад, головний вхід

## Фрески
Фрески монастиря в Нерезі розкриті від пізніх нашарувань лише в 1-й половині XX століття. Їх вивчення і надало можливість датувати роботи XII століттям. Фрески в Нерезі були пошкоджені в XVI столітті від сильного землетрусу, а потім замальовані.
Стінописи церкви в Нерезі створені в добу складних богословських дискусій, в ході котрих  виникли сумніви щодо догмату про нероздільне поєднання в Христі Божої та людської іпостасей, про єдність ликів Святої Трійці, щодо істинності Євхаристичної жертви (Константинопольскі собори 1156–1157, 1166 гг.; на останньому з соборі був присутнім і ктитор храму в Нерезі). Візуальним відбитком істинності цих догматів в стінописах храму стануть різні образи Христа в чотирьох малих куполах та акцент на темі Страстей Христових («Оплакування» и «Зняття с хреста», що головували в просторі храму). В центральній апсиді створено символічне зображення Святоі Трійці — Етимасія, тобто престол для Христа, котрий прийде судити людство на Страшному суді, а також хрест, терновий вінець, голуб (Святий Дух) та Євангеліє.
Живопис, починаючи з XII–XIII ст., починає відігравати все більш значущу роль в становленні і розвитку європейської художньої культури. Західноєвропейський живопис повільно відходить від статичних, застиглих схем в бік ще несміливого руху, динаміки. До того ж живопис — найбільш пристосований до передачі будь-якого сюжету чи відверто умовної ідеї. До зразків вже вироблених в столиці схем і звернулися художники, що створювали фрески в Нерезі. Умовність зображення не затуляє підвищену експресію, спіритуалізм образів і суворих облич Діви Марії, Івана Предтечі, присутніх в сцені «Оплакування». На значну мистецьку вартість фресок в Нерезі працює і вишуканий колорит творів.

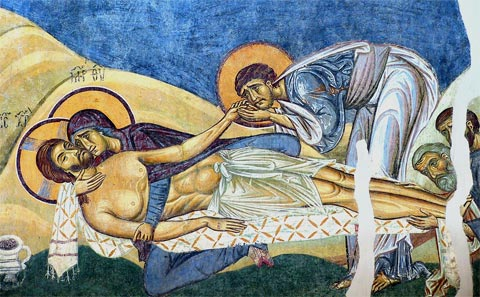
Монастир Святого Пантелеймона, Нерезі (біля Скоп'є). Візантійська фреска «Оплакування Христа», 1164 рік.

Консервативні тенденції в мистецтві і культурі Візантії переважатимуть. Диктат вже вироблених канонів спонукатиме не до пошуків нового, а до постійного повторення вже вироблених і застиглих зразків. Візантійське мистецтво вичерпає здатність до змін і розвитку настільки повно, що один з сучасників-візантійців XV століття гірко зауважить, що його поколінню нема що сказати. Фрески в Нерезі — ще відбиток доби вищого розвитку візантійського мистецтва на порозі нової і довгої кризи.
Візантійська художня традиція ще зберігає привабливість навіть для західноєвропейських художників, але вони вже самі здатні запропонувати нові деталі, нове розуміння простору і часу, нові композиції, бо мало рахуються з жорсткими канонами Візантії. Митцям Західної Європи буде що сказати про природу, історію і світ людських почуттів найближчі 800 років.

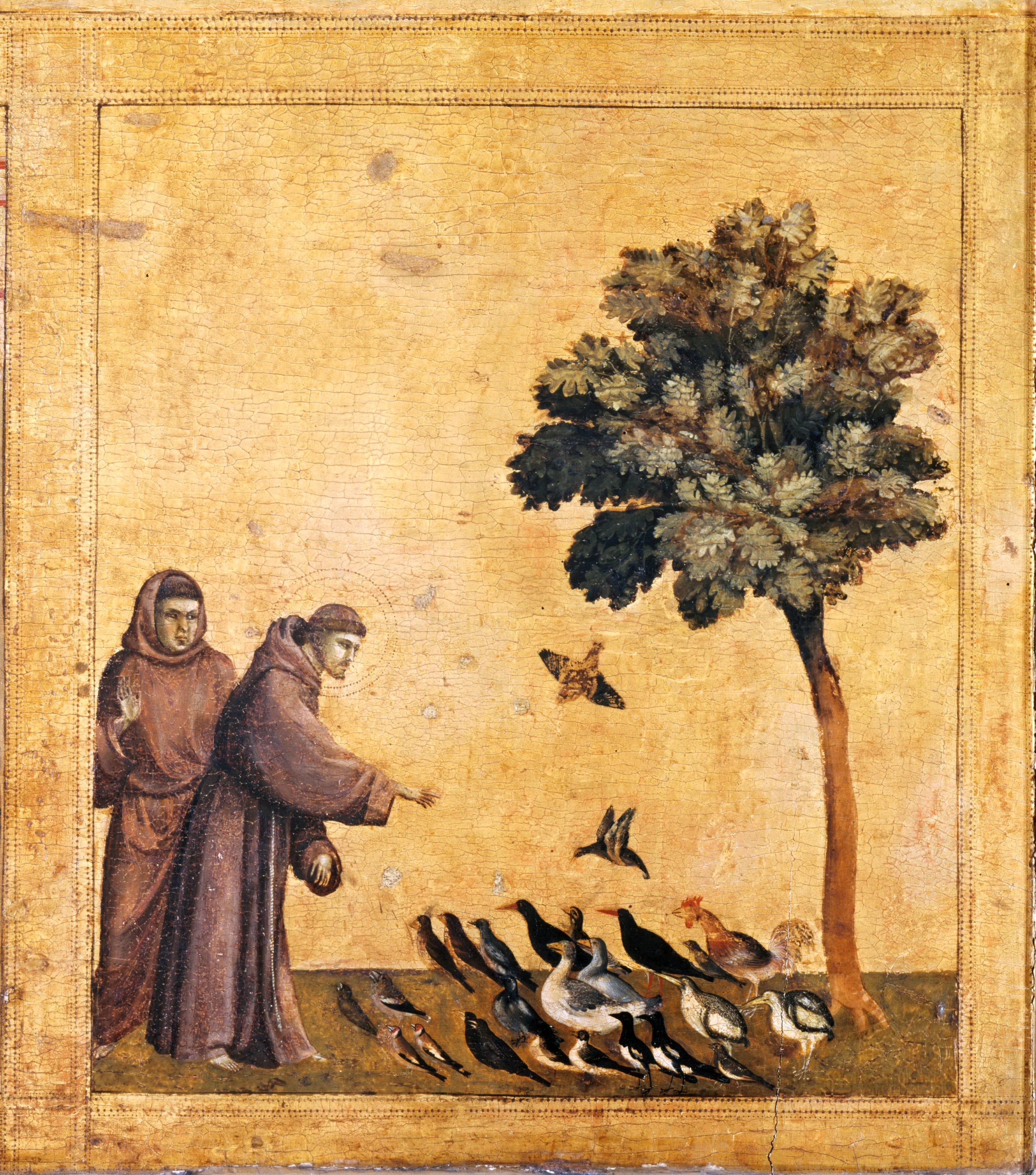
Джотто. «Проповідь птахам Св. Франціска»
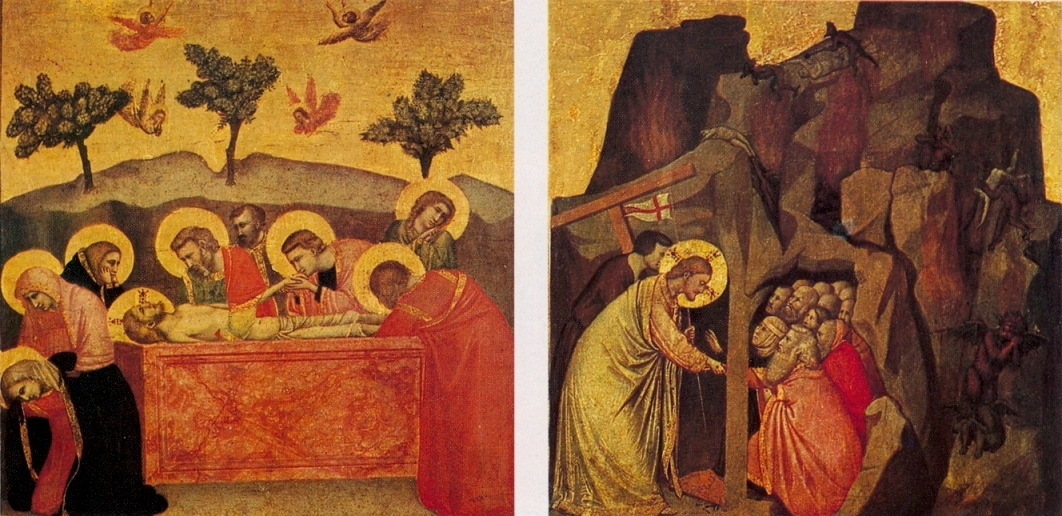
Джотто, «Оплакування Христа». «Зшестя в безодню».
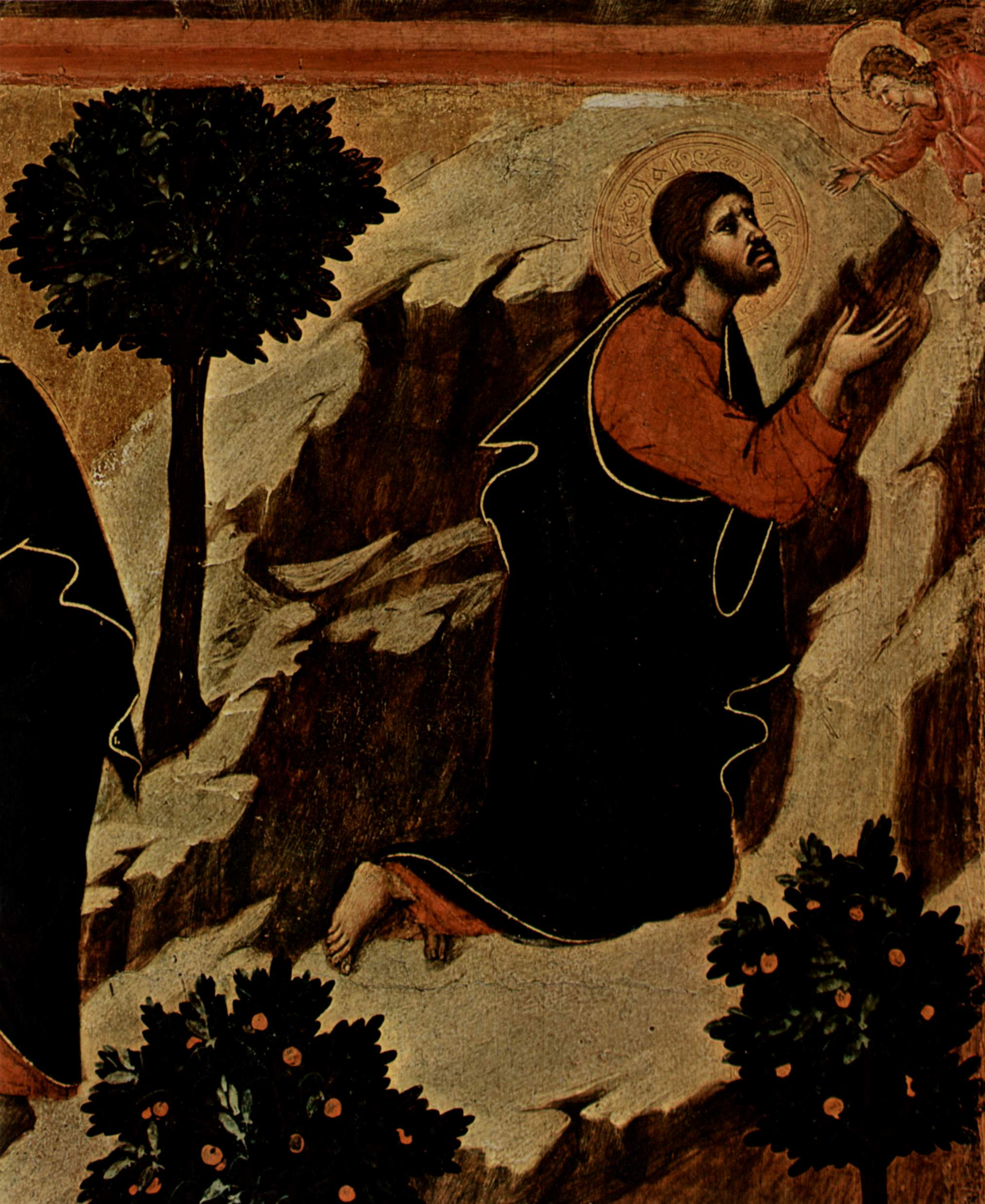
Дуччо ді Буонінсенья. «Моління про чашу», 1311 р., Сієна.